# 프랜시스 디
프랜시스 디(Frances Dee, 1909년 11월 26일 ~ 2004년 3월 6일)는 미국의 배우, 영화배우이다.

## 출연작

### 영화
- 발 류튼: 그림자 속의 사나이 (2007년)
- 벨아미의 고백 (1947년)
- 나는 좀비와 함께 걸었다 (1943년)
- 내가 왕이라면 (1938년)
- 소울스 앳 씨 (1937년)
- 명랑한 사기 (1935년)
- 벡키 샤프 (1935년)
- 인간의 굴레 (1934년)
- 정글의 왕 (1933년)
- 작은 아씨들 (1933년)
- 몬테 카를로 (1930년)
- 플로우 스루 (1930년)

## 학력
- 1929년 ~ 1935년 시카고 대학교 인류학과 (졸업)